# Alina Harnasko
Alina Harnasko, née le 9 août 2001 à Minsk, est une gymnaste rythmique biélorusse. 

## Palmarès

### Jeux olympiques
- Tokyo 2020 
  -  Médaille de bronze au concours général individuel

### Championnats du monde
- Kitakyūshū 2021
  -  Médaille d'or au ruban.
  -  Médaille d'argent au concours général individuel.
  -  Médaille d'argent au cerceau.
  -  Médaille de bronze au ballon.
  -  Médaille de bronze par équipe.
- Bakou 2019
  -  Médaille de bronze par équipe.

### Championnats d'Europe
- Varna 2021
  -  Médaille d'argent par équipe.
  -  Médaille d'argent au ruban.
  -  Médaille de bronze au ballon.
- Kiev 2020
  -  Médaille d'argent au concours général individuel.
- Bakou 2019
  -  Médaille d'argent par équipe.

- Budapest 2017
  -  Médaille d'argent par équipe.
  -  Médaille de bronze au ballon.

### Championnats d'Europe juniors
- Holon 2016
  -  Médaille d'argent par équipe.
  -  Médaille d'argent au cerceau.

- Minsk 2015
  -  Médaille d'or en groupe 5 ballons.
  -  Médaille d'argent au concours général par groupe.